# Hidegaszfalt
A hidegaszfalt könnyen felhasználható hideg kátyúzó keverék, amely téli időszakban is megfelelő fedést biztosít a sérült útfelületeken. A hidegaszfalt-keverék kátyúba történő bedolgozás után akár már azonnal, pár órán belül forgalommal terhelhető, rugalmas, utántömörödő felületet biztosít.
A bitumenes kötőanyag igen jó, erős tapadása, valamint a szemcseszerkezet optimális eloszlása sima, tartós bevonatot képez. Utántömörödő képességének köszönhetően a stabilizálódási folyamat a forgalom hatására a kátyú elkészülte után is folytatódik, és a bitumenes szerkezeti réteg az idő múlásával még inkább fixálódik és utántömörödik. Minél intenzívebb forgalomhatásnak vetik alá, annál jobb lesz az eredmény – ellentétben a jelenlegi gyakorlattal.
Más hideg kátyúzó keverékekkel szemben nagy előnye, hogy a kötési reakció csak a bedolgozás folyamán keletkezett mechanikai igénybevétel (pl. döngölés, vibrálás) hatására indul be, és ezen speciális összetételnek köszönhetően a felhasználásig ömlesztett formában, szabad térben is tárolható akár 6 hónapig is lefedett állapotban. Mivel a levegő oxigénjének hatására sem károsodik egyhamar, nem köt meg, így nem szükséges zsákos, légmentes zárás, mely jelentős költségtényező, ezért használata egyszerűbb. A hidegaszfalt ömlesztett formában is beszerezhető BIG Bag zsákos kivitelben is, könnyen tárolható.

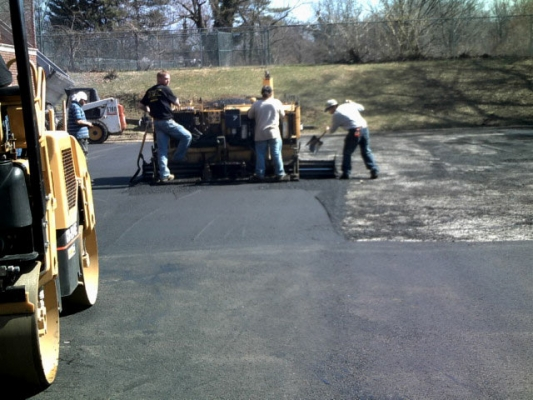

Természetesen a  hidegaszfalt csak akkor alkalmazható sikeresen, ha megfelelően előkészített, szakszerű technológiai munkák elvégzése után használják. A kátyúzó keverék tömörítése a körülményektől függően rétegenként végezhető kézi döngölővel, lapvibrátorral vagy vibrohengerrel maximum 5 cm vastag rétegenként. A keverékkel történő szakszerű kátyúzás a meghibásodott burkolatrész ideiglenes és/vagy végleges helyreállítását jelenti, ami függ az adott útszakasz terheltségi fokától.
Használata esetén javasolt bitumenemulzió használata, amely erősebb kötést biztosít a régi és új felületek tapadásához.
A kátyúzó keverék kötőanyagának a keverékben alkalmazott bitumen biztosítja, hogy a szélsőséges időjárási viszonyok esetén sem következik be a kátyúzott felületen törés, csökkenti a repedés vagy felfagyás esélyének valószínűségét.
Anyagigény: 2 cm-es rétegvastagság esetén kb. 50 kg/m².
Felhordási hőmérséklet: optimális 0 °C-tól +40 °C-ig.